# William David Sissom
William David Sissom est un arachnologiste américain.
Diplômé de l'université Vanderbilt en 1985, il a travaille à l'université de Texas Tech au Texas.
C'est un spécialiste des scorpions.

## Taxons nommés en son honneur
- Neochactas sissomi (Lourenço, 1983)
- Centruroides sissomi Armas, 1996
- Vaejovis davidi Soleglad & Fet, 2005
- Typhlochactas sissomi Francke, Vignoli & Prendini, 2009

## Quelques taxons décrits
- Centruroides pococki Sissom & Francke, 1983
- Centruroides rileyi Sissom, 1995
- Centruroides schmidti Sissom, 1995
- Compsobuthus vachoni Sissom, 1994
- Diplocentrus colwelli Sissom, 1986
- Diplocentrus coylei Fritts & Sissom, 1996
- Diplocentrus ferrugineus Fritts & Sissom, 1996
- Diplocentrus gertschi Sissom & Walker, 1992
- Diplocentrus perezi Sissom, 1991
- Diplocentrus williamsi Sissom & Wheeler, 1995
- Franckeus kochi (Sissom, 1991)
- Franckeus platnicki (Sissom, 1991)
- Franckeus rubrimanus (Sissom, 1991)
- Gertschius agilis (Sissom & Stockwell, 1991)
- Hoffmannius glabrimanus (Sissom & Hendrixson, 2005)
- Hoffmannius oaxaca (Santibanez-Lopez & Sissom, 2010)
- Neozomus tikaderi (Cokendolpher, Sissom & Bastawade, 1988)
- Oculozomus biocellatus (Sissom, 1980)
- Paleokoenenia Rowland & Sissom, 1980
- Paraphrynus grubbsi Cokendolpher & Sissom, 2001
- Polisius Fet, Capes & Sissom, 2001
- Polisius persicus Fet, Capes & Sissom, 2001
- Serradigitus yaqui Sissom & Stockwell, 1991
- Stahnkeus allredi (Sissom & Stockwell, 1991)
- Stahnkeus polisi (Sissom & Stockwell, 1991)
- Stygochactas granulosus (Sissom & Cokendolpher, 1998)
- Thorellius cisnerosi (Saavedra & Sissom, 2004)
- Typhlochactas mitchelli Sissom, 1988
- Vaejovis bigelowi Sissom, 2011
- Vaejovis chiapas Sissom, 1989
- Vaejovis chisos Sissom, 1990
- Vaejovis curvidigitus Sissom, 1991
- Vaejovis franckei Sissom, 1989
- Vaejovis maculosus Sissom, 1989
- Vaejovis mitchelli Sissom, 1991
- Vaejovis monticola Sissom, 1989
- Vaejovis nigrofemoratus Hendrixson & Sissom, 2001
- Vaejovis norteno Sissom & Gonzalez-Santillán, 2004
- Vaejovis pococki Sissom, 1991
- Vaejovis rossmani Sissom, 1989
- Vaejovis setosus Sissom, 1989
- Vaejovis solegladi Sissom, 1991
- Vaejovis sprousei Sissom, 1990
- Vaejovis tesselatus Hendrixson & Sissom, 2001